# سيف الدين أيبك
خلف سيف الدين أيبك علاء الدين جاني كحاكم للبنغال (لاخناوتي) تحت إمرة سلطنة مماليك الهند عام 1233 م وتم اغتياله في عام 1236 ميلادي من قبل أحد رجال حاشيته يدعى أورخان أيبك.
بعد إقالة علاء الدين جاني، عين السلطان أيبك ليكون حاكم البنغال القادم. خلال فترة ولايته، قام أيبك برحلة استكشافية إلى جنوب البنغال بهدف القبض على الأفيال. كانت رحلته الاستكشافية ناجحة، حيث أسر عددًا من الأفيال، وأرسل العديد منها إلى السلطان. كان التتمش مسرورًا بإيبك ومنحه لقب «يوغانتات». زوج أيبك ابنته من مالك قمر الدين كيران تيمور خان.
| سبقه علاء الدين جاني | حاكم سلطنة المماليك في البنغال 1233-1236 | تبعه أورخان أيبك |